# Iwan Ostaszczuk
Iwan Ostaszczuk (Jan Ostaszczuk, ukr. Іван Богданович Остащук; ur. 25 kwietnia 1980 w Kołomyji) – ukraiński religioznawca, filolog, nauczyciel akademicki, doktor nauk filologicznych, doktor habilitowany nauk filozoficznych, profesor, kierownik Katedry Filozofii i Religioznawstwa Kijowskiego Uniwersytetu im. Borysa Hrinczenki.

## Życiorys
Urodził się 25 kwietnia 1980 w Kołomyji. 
W 2001 ukończył ukrainistykę (Wydział Filologiczny) oraz w 2003 religioznawstwo (Wydział Filozoficzny) na Przykarpackim Uniwersytecie Narodowym im. Wasyla Stefanyka (Iwano-Frankiwsk).
W 2004 doktoryzował się na Przykarpackim Uniwersytecie Narodowym im. Wasyla Stefanyka (doktor nauk filologicznych, praca doktorska pt. „Religijno-filozoficzny dyskurs w opowieściach Natałeny Korołewej”).  
W 2012 habilitował się na Kijowskim Uniwersytecie Narodowym im. Tarasa Szewczenki (doktor habilitowany nauk filozoficznych, praca habilitacyjna pt. „Symbolizm sakralny jako fenomen komukacji chrześcijańskiej”).  
2003–2009 – аsystent, docent Katedry Religioznawstwa i Teologii Przykarpackiego Uniwersytetu Narodowego im. Wasyla Stefanyka.
2009–2012 – doktorant (pisanie pracy habilitacyjnej) Katedry Religioznawstwa Kijowskiego Uniwersytetu Narodowego im. Tarasa Szewczenki.
2012–2013 – docent Katedry Filozofii i Socjologii Narodowego Uniwersytetu Medycznego im. O. O. Bogomolca (Kijów).
2014–2022 – profesor Katedry Teologii i Religioznawstwa Narodowego Uniwersytetu Pedagogicznego im. M.Drahomanowa (Kijów).
Od 2022 – kierownik Katedry Filozofii i Religioznawstwa Kijowskiego Uniwersytetu im. Borysa Hrinczenki.
Zainteresowania naukowe: semiotyka religii i prawa, lingwokulturologia, kultura pogranicza polsko-ukraińskiego. 
Jest spokrewniony z polskim pisarzem Augustynem Baranem.

## Wybrane publikacje
- Кравчук О. О., Остащук І. Б. 2022. Судова символіка: монографія. Рекомендовано Вченою радою Національного технічного університету України «Київський політехнічний інститут імені Ігоря Сікорського». Одеса: Видавничий дім «Гельветика», 528 с.
- Krawczuk O., Ostaszczuk I. 2022. Obraz Sądu Ostatecznego w ikonosferze sądownictwa. Roczniki Teologiczne, Tom LXIX, zeszyt 1 – 2022, s. 117-134.
- Krawczuk O., Ostaszczuk I. 2021. Toga sędziowska jako element symboliki sądowej. Kwartalnik Krajowej Szkoły Sądownictwa i Prokuratury. Quarterly of the National School of Judiciary and Public Prosecution. Zeszyt 3 (43)/2021, s. 5-19.
- Ostaszczuk I. 2018. Polacy jako mecenasi sztuki w pamięci historycznej. Zbiór streszczeń II Międzynarofowej naukowo-praktycznej konferencji „Polacy na Ukrainie: historyczna pamięć w aspekcie filantropii” (25 kwietnia 2018r.). Kijów-Warszawa: Krynica,  s. 4–8.
- Ostashchuk I. 2017. Signs and Symbols: Religious and National Dimensions. Journal of Vasyl Stefanyk Precarpathian National University, Vol. 4, No. 2, р. 88-96.
- Ostaszczuk I. 2015. Kult świętych polsko-ukraińskiego pogranicza: na przykładzie kultu św. Jakuba Strepy. Dziedzictwo kulturowe regionu pogranicza. Tom VI. Gorzów Wielkopolski,  s.101–111.
- Ostaszczuk I. 2011. Zapomniany język symboliki chrześcijańskiej: kulturalna damnatio memoriae w dyskursie postmodernistycznym. Damnatio memoriae w europejskiej kulturze politycznej. Szczecin: Instytut Pamięci Narodowej, s. 115–121.
- Ostaszczuk I. 2010. Model autokomunikacji w metatekście chrześcijańskiej kultury (komunikat).  Dziedzictwo kulturowe regionu pogranicza. T. III ; red. E. Skorupska-Raczyńska, J. Rutkowska. Gorzów Wielkopolski: Wydawnictwo Państwowej Wyższej Szkoły Zawodowej w Gorzowie Wielkopolskim, s. 239–242.
- Ostaszczuk J. 2009. Kościόł katolicki w czasie II wojny światowej. Nasze drogi. Czasopismo Federacji Organizacji Polskich na Ukrainie, № 5, s. 27–32.
- Ostaszczuk I. 2009. Chrześcijańska, sakralna symbolika przestrzeni. Język doświadczenia religijnego. T. II. Szczecin: Wydawnictwo Uniwersytetu Szczecińskiego, s. 153–157.
- Ostaszczuk I. 2008. Symbolika wody w obrzędach religijnych. Język doświadczenia religijnego. T. I. Szczecin: Wydawnictwo Uniwersytetu Szczecińskiego, s. 369–379.
- Ostaszczuk I. 2008. Woda w obrzędach religijnych. Kotwica, № 2 (36), s. 12–16.